# Derek A. Welsby
Derek Anthony Welsby (* 1956) ist ein britischer Ägyptologe und Sudanarchäologe. Er war Kurator der nubischen Sammlung in der Abteilung Altes Ägypten und Sudan im Britischen Museum in London. 
Welsby wurde 1980 an der University of Newcastle mit der Arbeit „The Roman military defence of the British provinces in its later phases“ promoviert. Ab 1982 grub er an zahlreichen Orten in Sudan, etwa in Soba und Kawa. Er leitete von 1999 bis 2007 das archäologische Rettungsprojekt des British Museum und der Sudan  Archaeological Research Society (SARS) aus Anlass des Baus des Merowe-Staudamms. Welsby veröffentlichte zahlreiche Bücher. Er war Präsident der International Society for Nubian Studies.

## Publikationen (Auswahl)
- The Kingdom of Kush. The Napatan and Meroitic Empires. British Museum Press, London 1996, ISBN 0-7141-0986-X.
- The Medieval Kingdoms of Nubia. Pagans, Christians and Muslims on the Middle Nile. British Museum Press, London 2002, ISBN 0-7141-1947-4.